# Alte Kapelle (Mülheim-Kärlich)

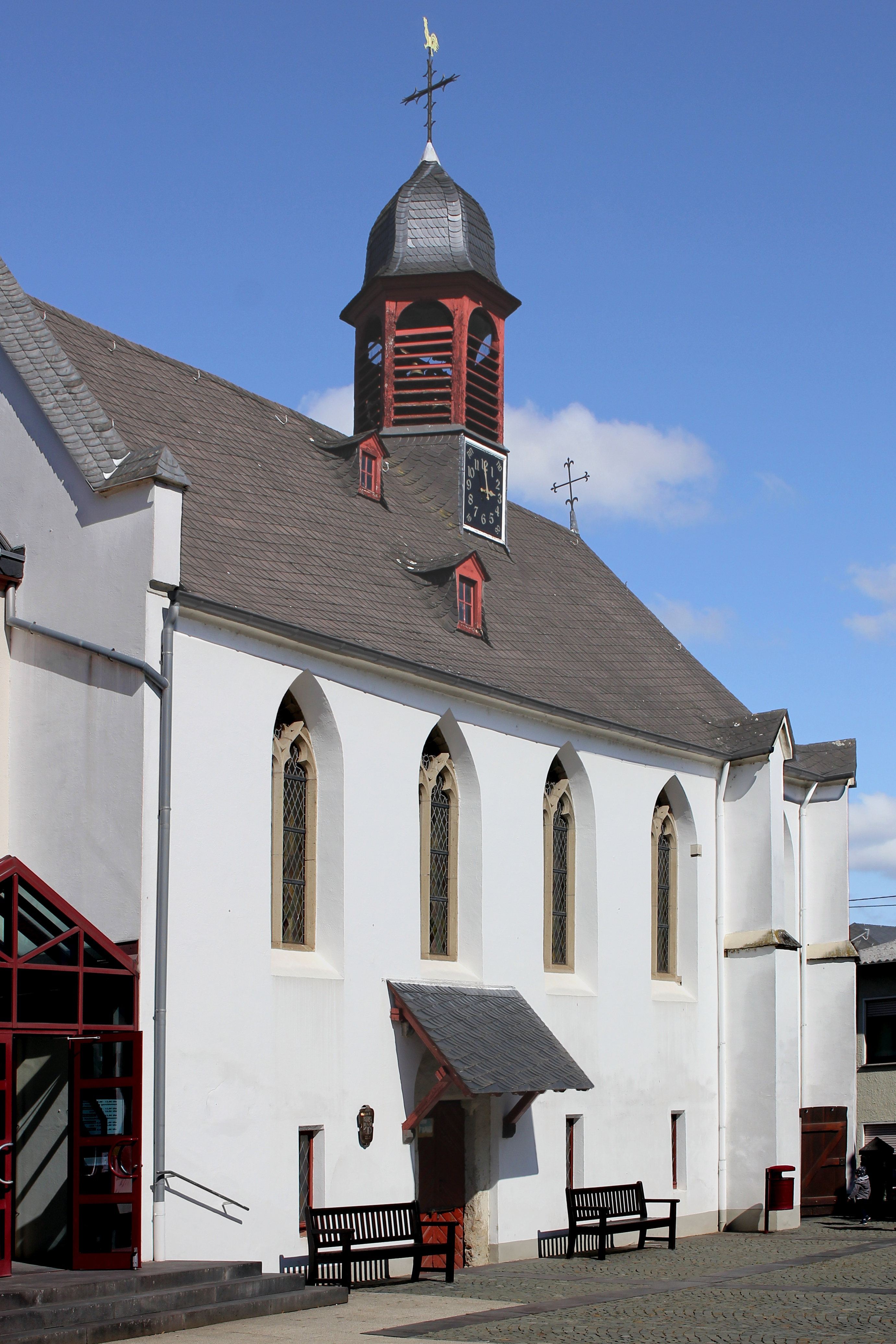
Alte Kapelle – Südseite

Die Alte Kapelle neben dem Rathaus in Mülheim-Kärlich ist das älteste erhaltene Bauwerk der Stadt. Sie entstand im frühen 14. Jahrhundert, war mit kurzer Unterbrechung bis 1899 katholische Kirche, danach im Obergeschoss Schulraum, später Treffpunkt und Veranstaltungsraum für Jugendgruppen sowie Gottesdienstraum der evangelischen Kirchengemeinde. Seit 1973 ist das Obergeschoss Sitzungssaal der Gemeinde und Raum für kleine Feste.

## Geschichte

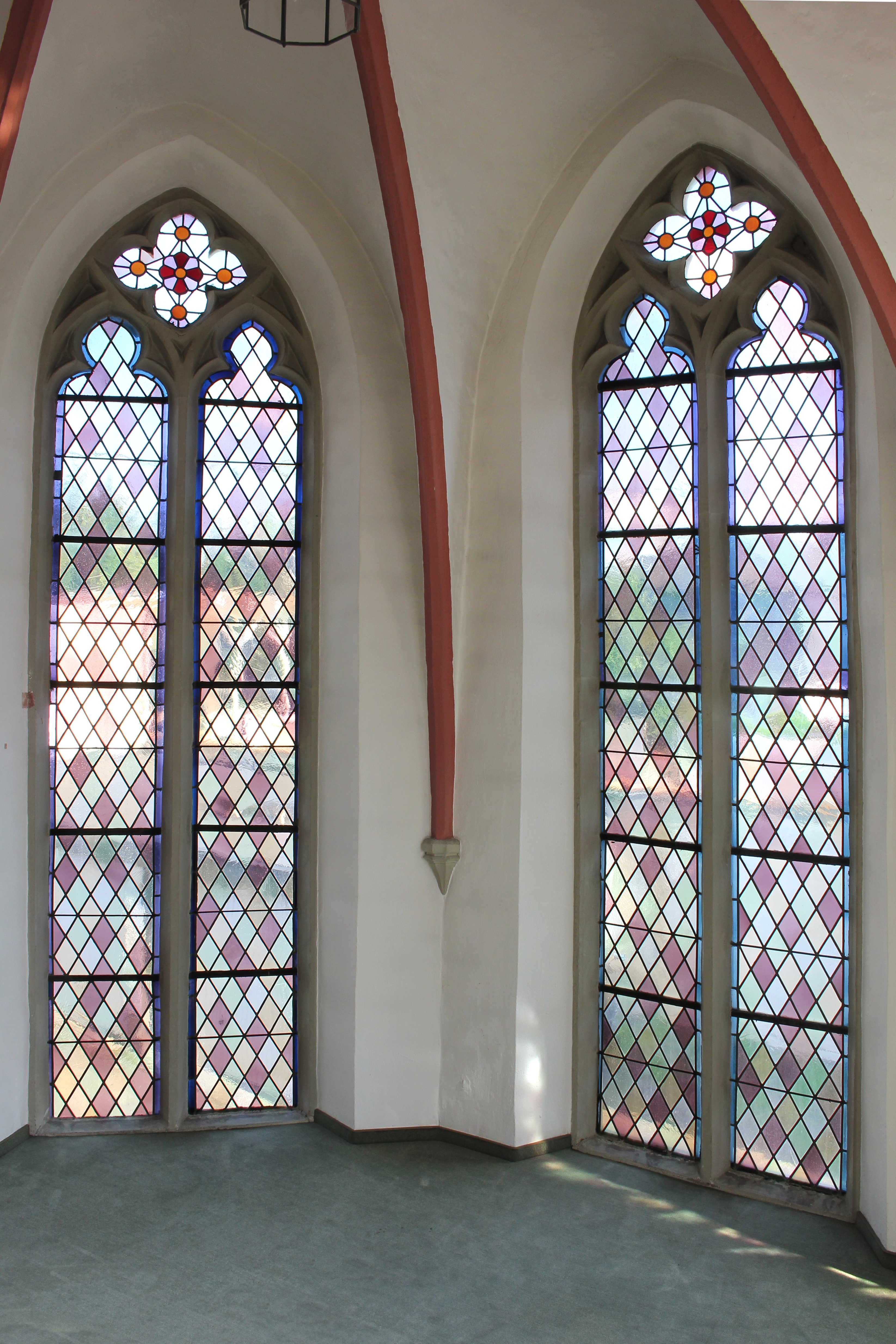
Chorfenster

Der Bau der Kapelle, die dem Koblenzer Stift St. Florin unterstand, begann im Jahr 1313 und war laut einer Urkunde im Koblenzer Stadtarchiv spätestens 1318 fertiggestellt, allerdings noch ohne den Dachreiter. Sie steht auf Mülheimer Gebiet an der Grenze zum damaligen kurfürstlichen Garten und gehörte als Filiale zur Pfarrei Kärlich. Geweiht war sie der hl. Dreifaltigkeit, der hl. Jungfrau Maria, dem hl. Johannes dem Täufer, dem hl. Johannes dem Evangelisten und weiteren Heiligen. Gestiftet hatte sie ein Priester namens Johannes im Einvernehmen mit seinen Schwestern. Kurz vor seinem Tod im Jahr 1333 schenkte er die Kapelle und all sein Eigentum der Ordensgemeinschaft der Koblenzer Kartäuser. Damit verbundene Bedingungen waren unter anderem, dass die Kartäuser dem Kaplan der Kapelle jährlich am Fest des Erzengels Michael 10 Mark gaben, Wachs und Öl sowie die Gewänder für die Gottesdienste stellten. Außerdem sollte eine seiner Schwestern zeitlebens in seinem Haus wohnen und den Garten nutzen dürfen.
In einem Dokument von 1459 heißt das Gotteshaus „Kapelle unserer Lieben Frau“. Dieser Name ist in einem etwa 50 Zentimeter hohen Flachrelief einer Mondsichelmadonna des 17. Jahrhunderts ausgedrückt, das im Schlussstein des Chorgewölbes angebracht gewesen sein dürfte. Das Original des Reliefs befindet sich im Diözesanmuseum in Trier; Nachbildungen hängen im heutigen Obergeschoss der Kapelle und im Stadtmuseum. Wesentliche Veränderungen an dem Bauwerk dürfte es über mehrere Jahrhunderte nicht gegeben haben und auch den Dreißigjährigen Krieg überstand es gut. Es ist sogar zu vermuten, dass der sechseckige Dachreiter in den Kriegsjahren entstand; denn bis 1833 soll eine Glocke von 1630 erhalten gewesen sein, die laut Inschrift von fünf Bürgern gestiftet worden war, darunter der Kärlicher Pastor Anton Doetsch.
Im Jahr 1695 erhielt die Kapelle eine beträchtliche Frühmessstiftung aus dem Vermögen des Pastors Caspar Doetsch, eines Neffen von Anton Doetsch. Aus den Erträgen wurde ein Geistlicher bezahlt, der sonntags und an drei Werktagen in der Kapelle je eine heilige Messe zu lesen und an den Marienfesten den Rosenkranz vorzubeten hatte. Später wurde die Frühmesse am Sonntag abwechselnd in Mülheim und in Kärlich, während der Woche an zwei Werktagen in Mülheim und einmal in Kärlich gehalten. Ab 1699 erhielten auch der Lehrer und der Glöckner eine Zuwendung aus der Stiftung.
Französische Revolutionstruppen, die 1794 das Kärlicher Schloss zerstörten, beschlagnahmten die Kapelle und machten der Überlieferung zufolge einen Pferdestall aus ihr. 1807 wurde die Kapelle wieder freigegeben, woraufhin bis 1891 Gottesdienste in ihr stattfanden. Doch 1869 hatte sie abgerissen werden sollen, um an ihrer Stelle eine neue, größere Kirche mit Pfarrhaus zu errichten. Da Mülheim damals jedoch zur Pfarrei Kärlich gehörte und Pfarrer Jacob Schlecht die kirchliche Selbstständigkeit des Nachbarorts und den Verlust der Einnahmen aus der Kapelle befürchtet hatte, vereitelte er das Vorhaben, sodass die Kapelle erhalten blieb und die neue Kirche in den Jahren 1888 bis 1890 an anderer Stelle gebaut wurde.
Dicht neben der Kapelle entstand zusätzlich zu zwei vorhandenen Schulhäusern die „Kapellenschule“, heutiges Rathaus, die aber bald auch nicht ausreichte, die zunehmende Zahl von Schülern aufzunehmen. Deshalb wurde 1898/99 eine Geschossdecke in die Alte Kapelle eingezogen und der Chor durch eine Wand abgetrennt, um einen weiteren Schulraum einzurichten. Das als Abstellraum verwendete Untergeschoss erhielt anstelle des früheren Westeingangs eine Tür und drei schmale Fenster an der Südseite. Ebenso ist der Chor seit der Abtrennung vom Kirchenschiff durch eine Außentür zugänglich.
In späteren Jahren nutzten die örtliche Kolpingsfamilie und die Jugend die Kapelle als Treffpunkt und Veranstaltungsort, und in den 1950er-Jahren fanden die Gottesdienste der evangelischen Kirchengemeinde dort statt. Seit 1973 ist der ehemalige Schulraum Sitzungssaal der Gemeinde bzw. der Stadt Mülheim-Kärlich.

## Architektur

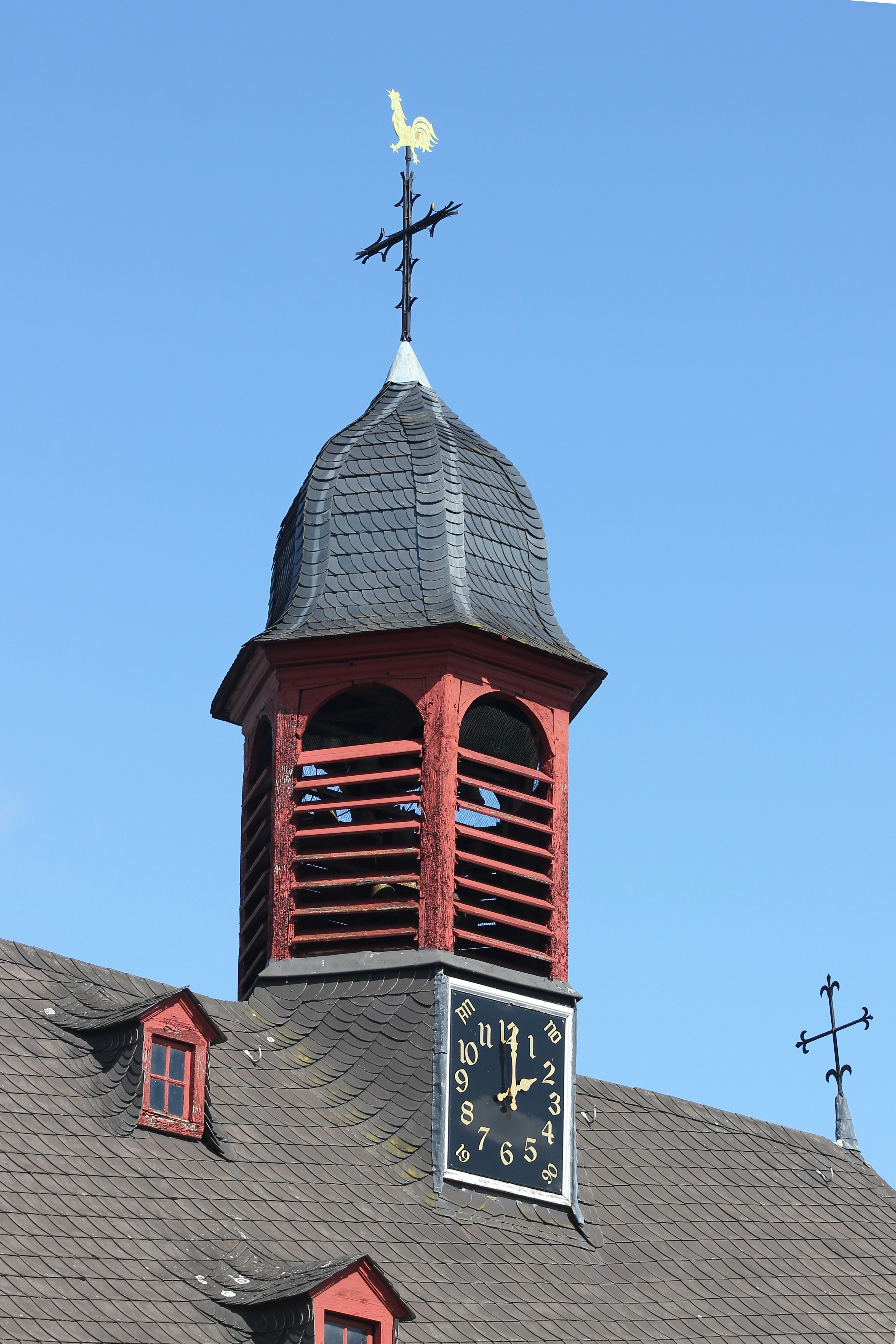
Dachreiter mit Glockenspiel

Die Alte Kapelle ist in gotischem Stil gebaut. Sie hat ein einschiffiges Langhaus mit vier Fensterachsen und einen Chor mit Fünfachtelschluss. Langhaus und Chor sind innen jeweils 5 Meter breit und zusammen 14 Meter lang. Das Langhaus hat an jeder Seite vier zweiteilige Fenster mit Vierpassmaßwerk und entsprechende Spitzbogennischen im Innern. Genauso sind die größeren Chorfenster gestaltet.
Der Chor schließt nach oben mit einem Rippengewölbe und Schlussstein ab. Außen ist der Chor durch Strebepfeiler gegliedert. Schmale senkrechte Fenster an der Südseite wurden wie auch die Eingänge 1898 im Zusammenhang mit der Unterteilung in Unter- und Obergeschoss gebrochen. Der ehemalige Eingang befand sich wie auch eine schon im 19. Jahrhundert zugemauerte Fensterrose an der Westseite.
Über die ursprüngliche Decke des Kirchenschiffs ist nichts bekannt. Vor der Renovierung von 1973 war es eine Holztonne, in die die Fenster hineinragten. Sie wurde durch eine waagerechte, mit Holz verkleidete Decke ersetzt. Auf ein schiefergedecktes Satteldach ist ein sechseckiger Dachreiter mit geschwungener Haube aufgesetzt.
Eine an die Ostwand im 18. Jahrhundert angebaute Sakristei ist nicht erhalten.

## Ausstattung

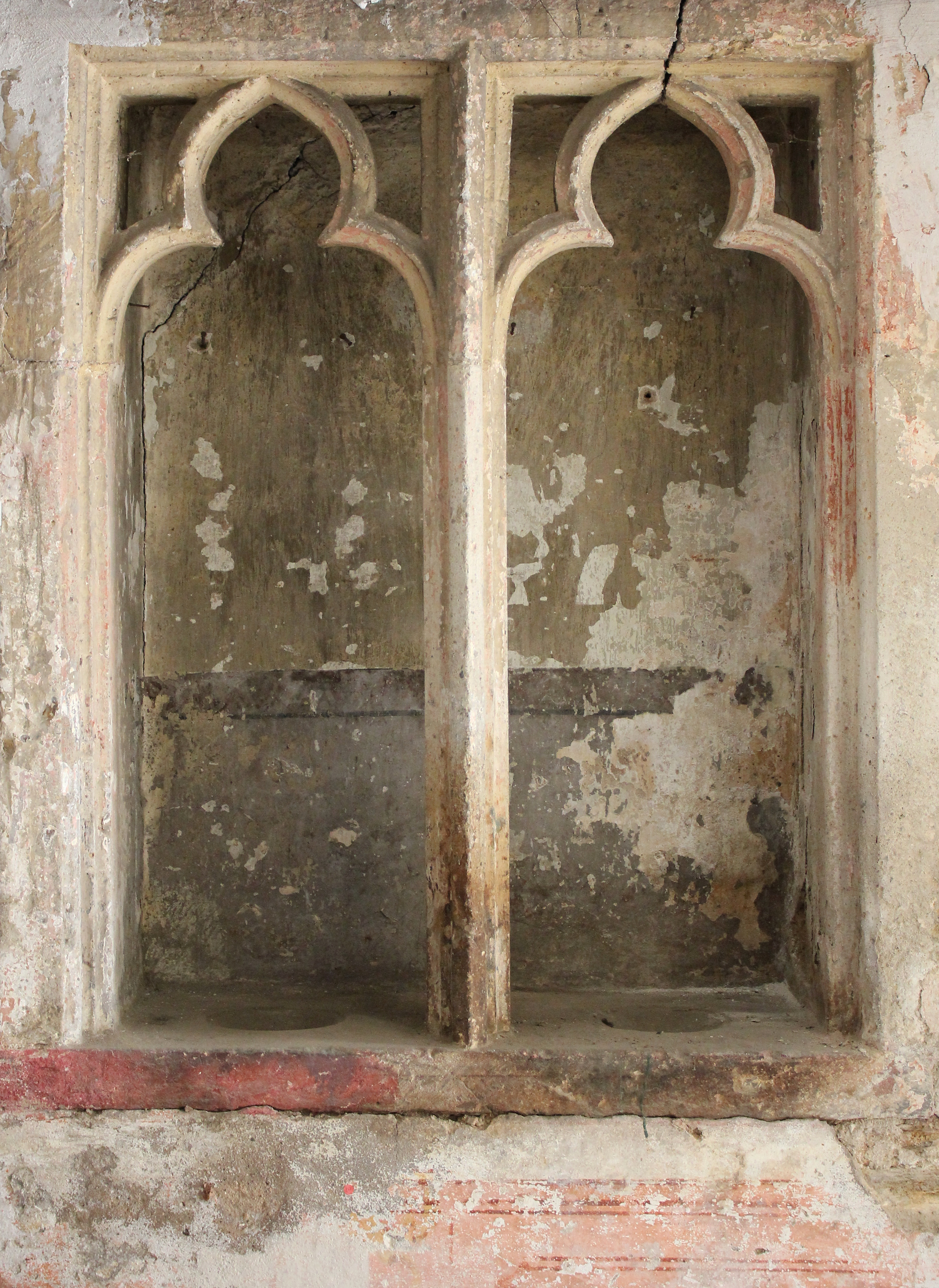
Sakrarium

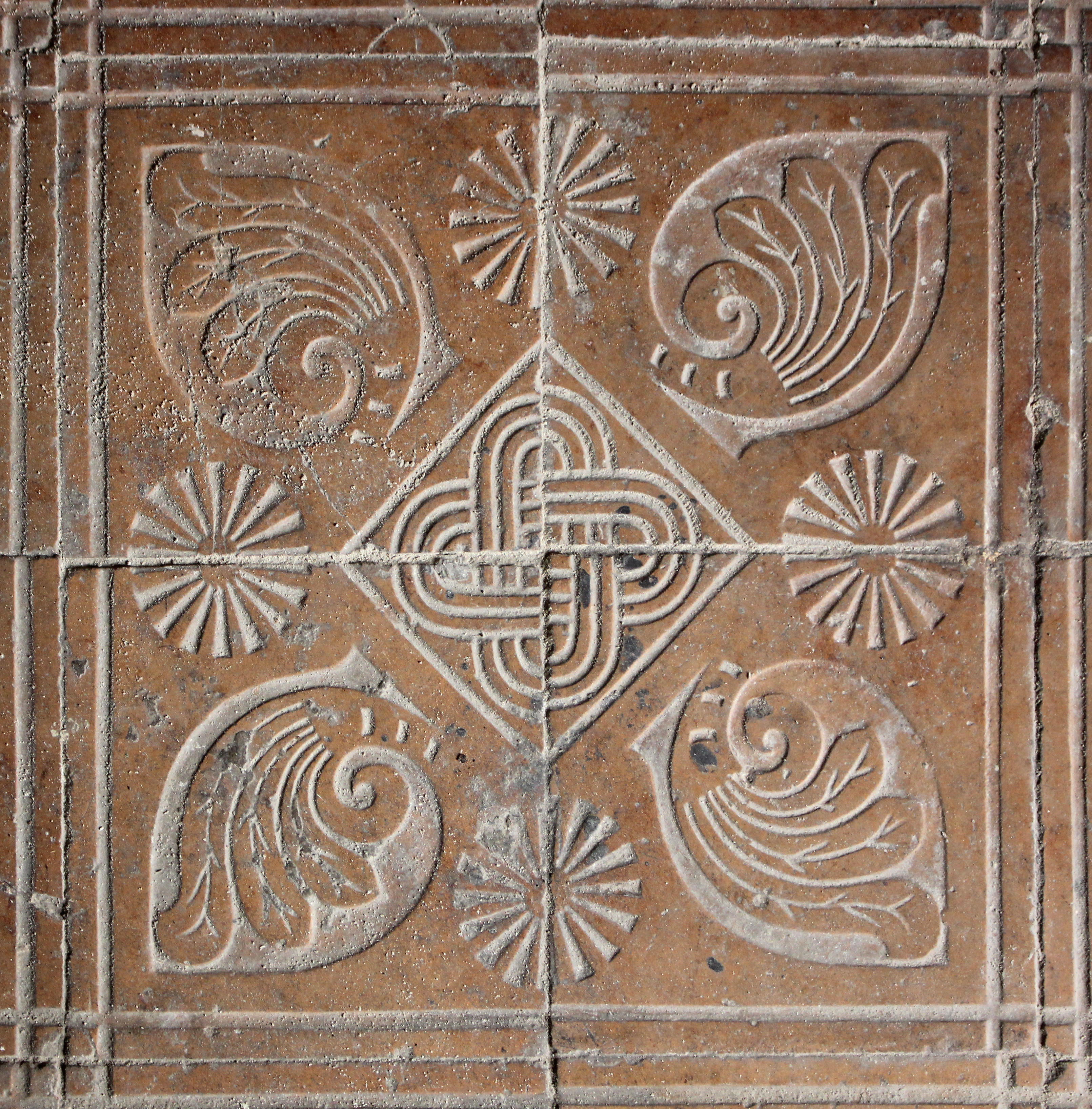
Bodenfliesen

Aus der frühen Zeit der Kapelle dürfte die Tischplatte des Altars stammen. Sie ist aus Tuff und liegt auf einem Sockel aus Ziegelsteinen, der möglicherweise später entstand. Rechts vom Altar ist ein zweiteiliges Sakrarium mit einfachem Maßwerk in die Wand eingefügt. Die Ornamentfliesen des Bodens im Chor dürften im 19. Jahrhundert entstanden sein.

Mondsichelmadonna, Verkündigungsgruppe und Altarbild aus der Alten Kapelle
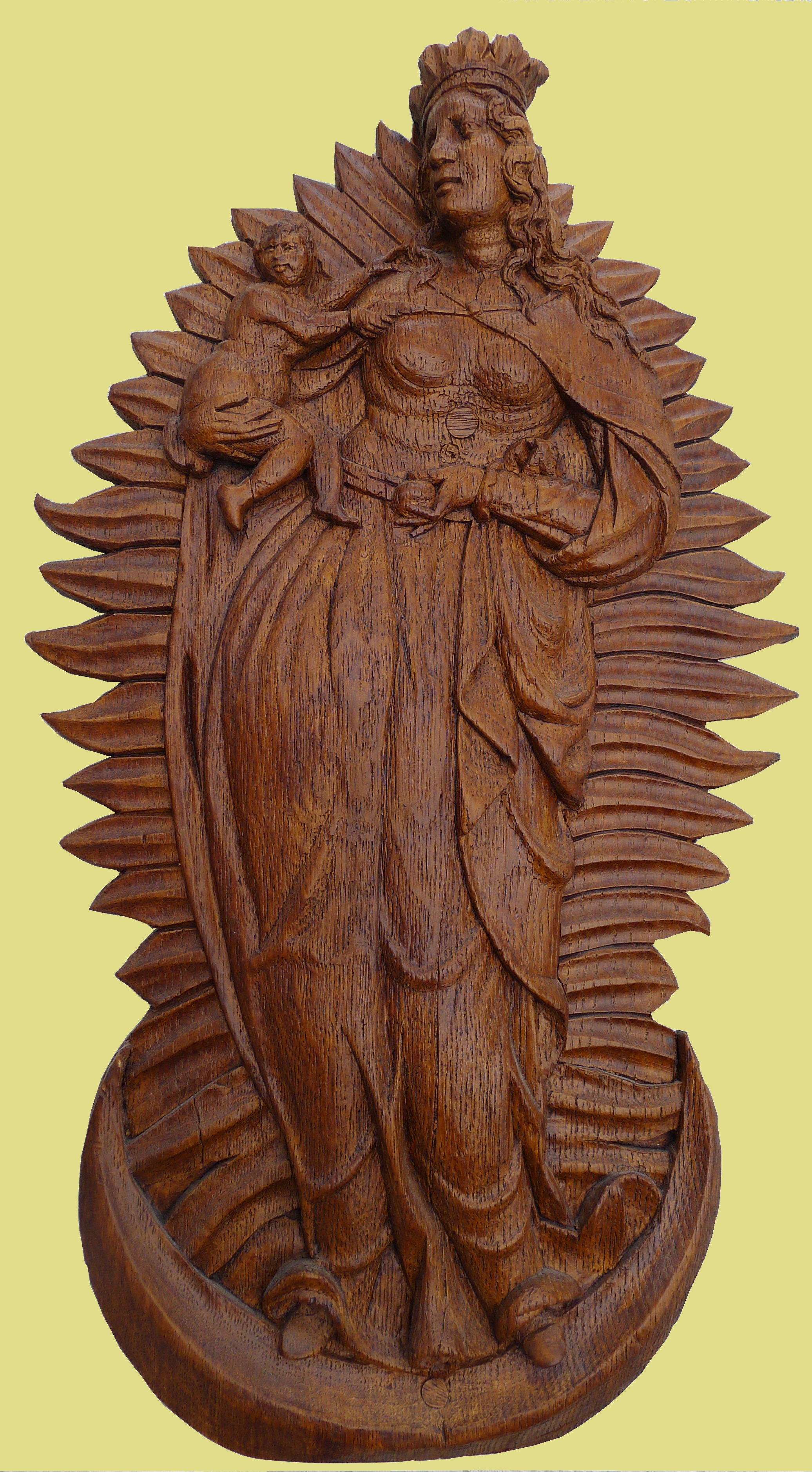
Mondsichelmadonna
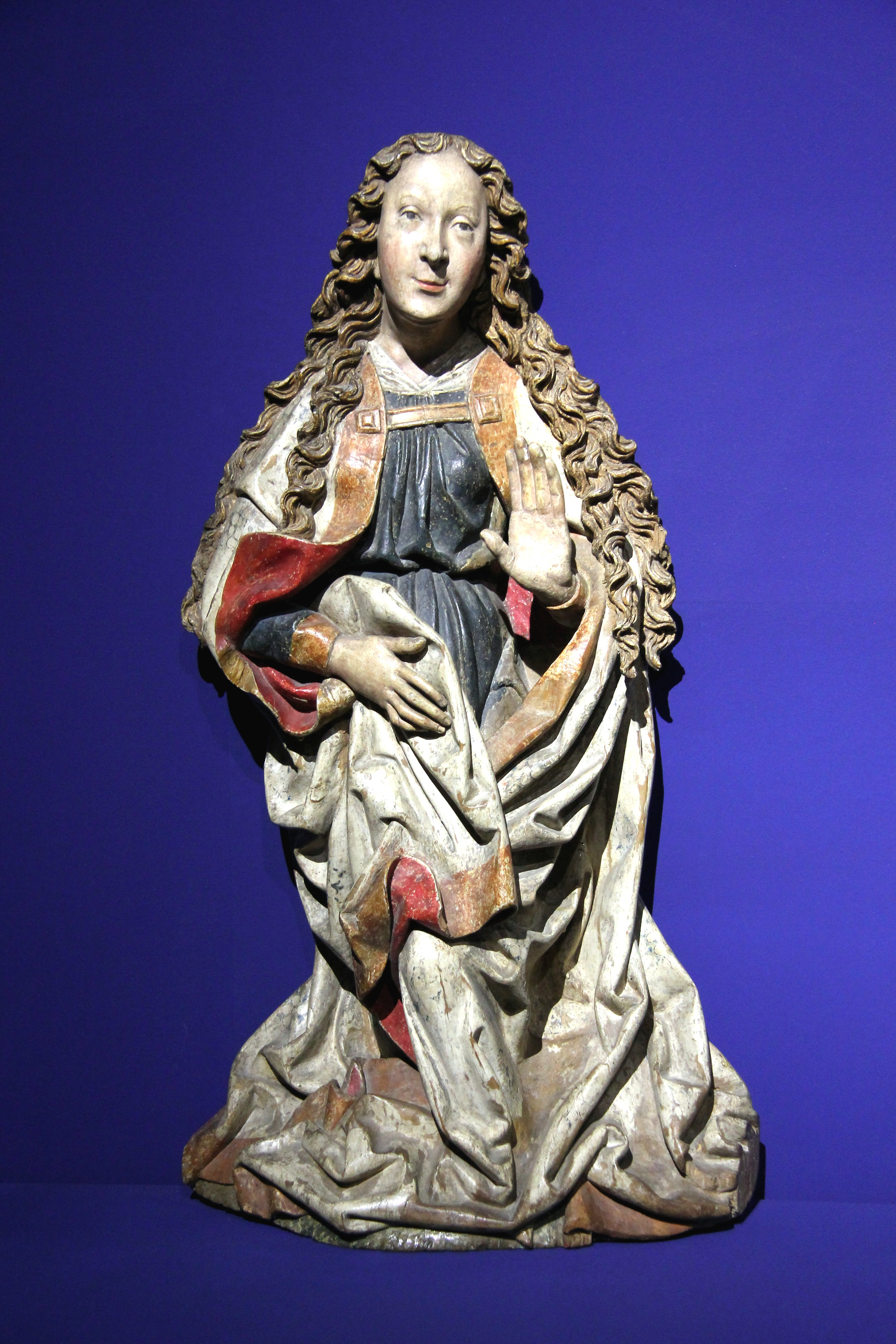
Maria
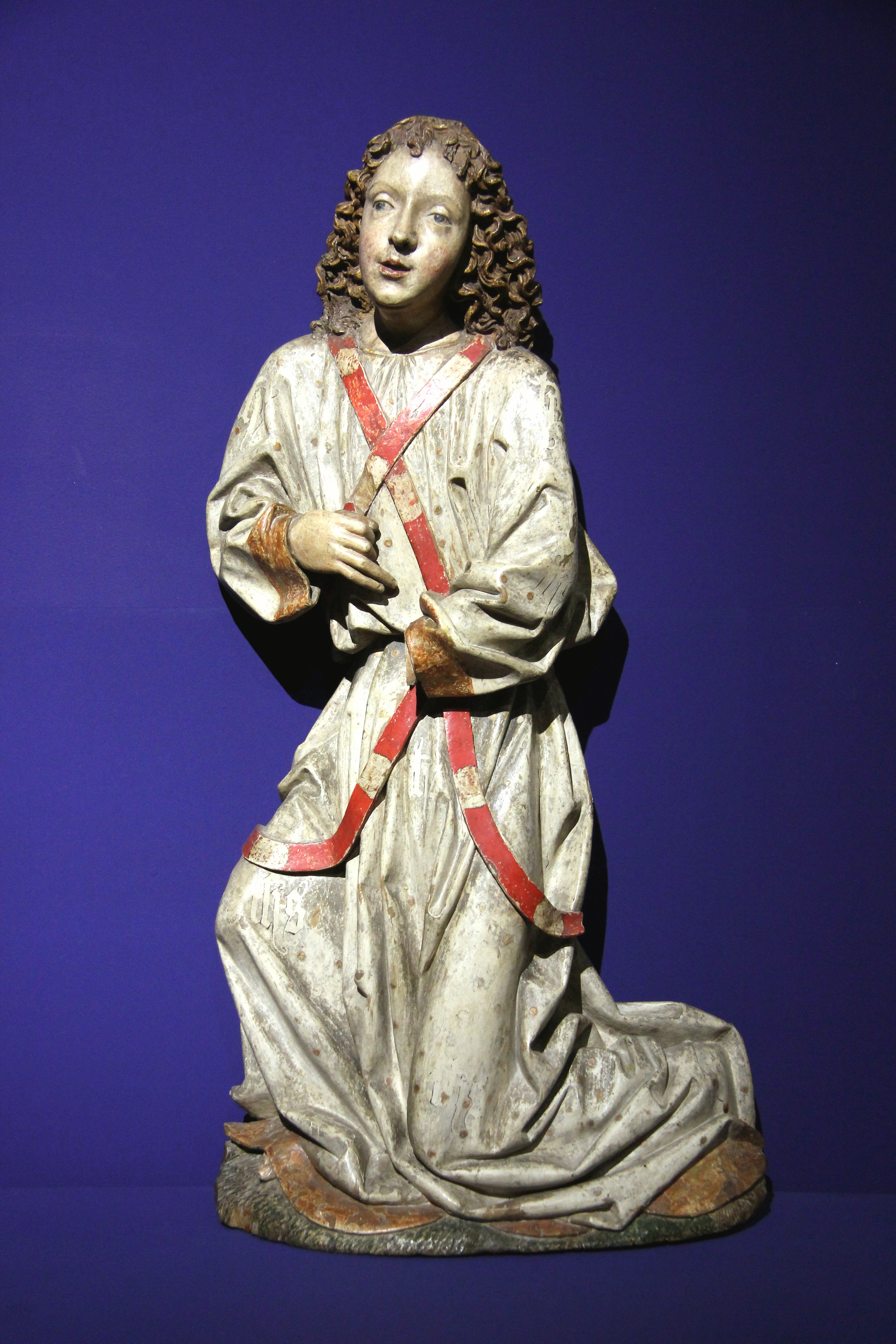
Erzengel Gabriel
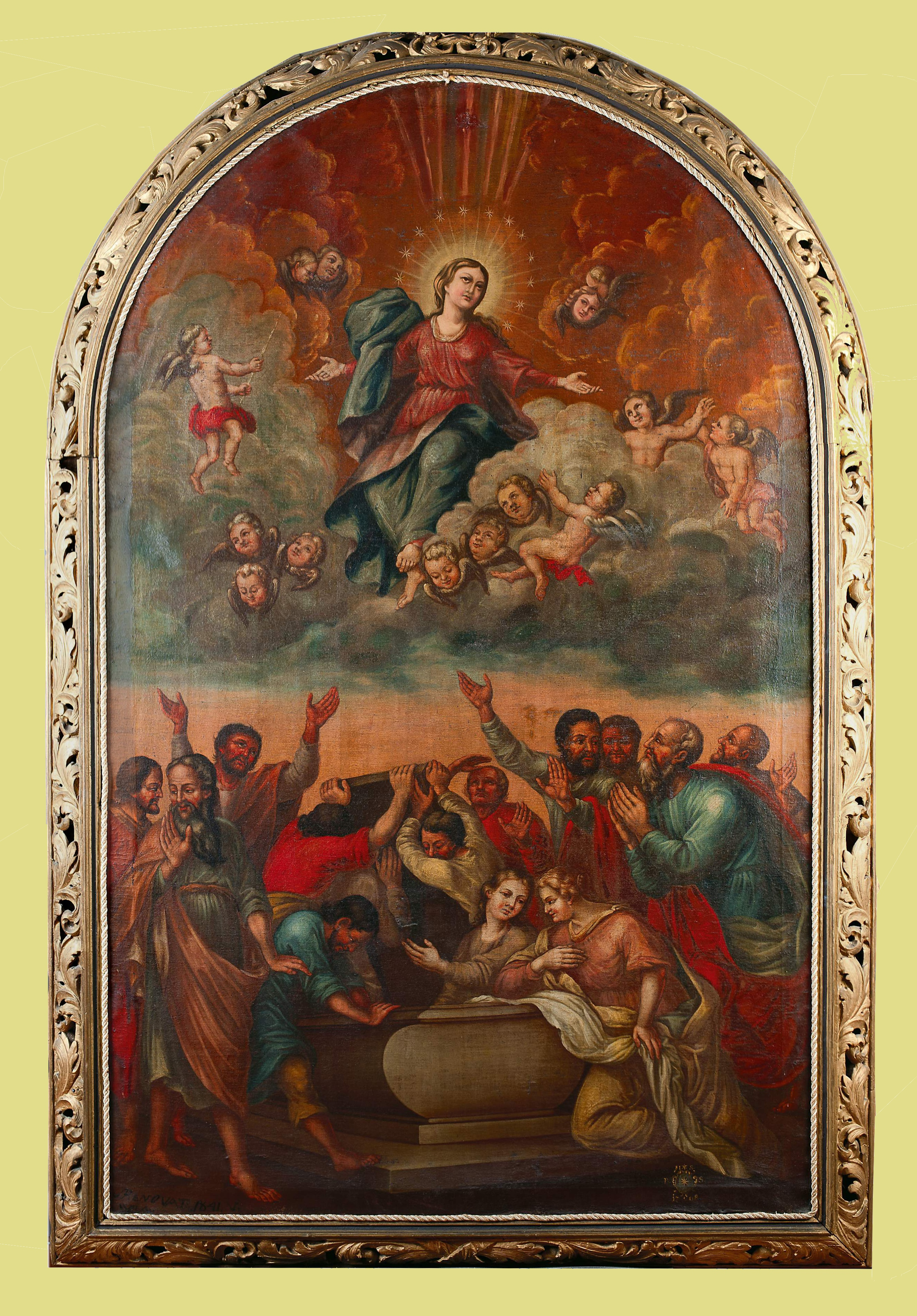
Altarbild Mariä Himmelfahrt

Außer dem Relief einer Mondsichelmadonna gehörte eine Verkündigungsgruppe aus der Zeit um 1470 zur Ausstattung der Kapelle, zwei aus Holz geschnitzte, farbig gefasste Skulpturen, die im Mittelrhein-Museum in Koblenz erhalten sind. Sie zeigen Maria und den Erzengel Gabriel, der ihr die Geburt ihres Kindes ankündigt, das Sohn des Höchsten genannt werde (Lk 1,26–38 ). Die Figuren sind etwa 60 Zentimeter hoch. Vom Stil her könnten die Skulpturen dem Umkreis des Niclas Gerhaert van Leyden zugeordnet werden. Über dem Altar hing ein Ölgemälde der Himmelfahrt Mariens, 1,77 × 1,12 Meter groß. Nach der Profanierung der Kapelle kam es zunächst in das Mülheimer Krankenhaus (1969 aufgelöst) und seit etwa 1970 hängt es im Pfarrhaus.
Im Dachreiter hängt seit 1962 ein Glockenspiel, das stündlich mit einer volkstümlichen Melodie erklingt. In Verbindung damit war eine Uhr mit nur einem Zeiger angebracht worden. Seit einer Renovierung von 1990 (Jahreszahl auf dem Zifferblatt) sind es wie allgemein üblich zwei Zeiger.
Das als Sitzungssaal genutzte Obergeschoss der Alten Kapelle ist dem Zweck entsprechend mit Tischen und Stühlen eingerichtet.